# Académico de Viseu Futebol Clube
L'Académico de Viseu Futebol Clube és un club de futbol professional portuguès amb seu a Viseu. Fundat l'any 1914 com a Clube Académico de Futebol, el club va patir diversos canvis al llarg dels anys, es va dissoldre l'any 2005 per problemes econòmics i es va refundar amb el seu nom actual. El club juga a la LigaPro, celebrant els partits a casa a l'Estádio do Fontelo, amb una capacitat d'uns 9.000 espectadors.

## Història
El 2005, el Clube Académico de Futebol, un històric fundat oficialment el 1914 que va competir en quatre temporades de màxima divisió als anys vuitanta (l'última va ser la 1988–89), va cessar per problemes financers. El setembre de 2005, el Clube Académico de Futebol i el GD Farminhão van signar un protocol que va fer que aquest últim canviés de nom a "Académico de Viseu Futebol Clube", la seva seu a Viseu, el seu estadi a Estádio do Fontelo i el seu logotip i colors fossin els mateixos que els de l'extint Clube Académico de Futebol, conservant així l'antic i històric Clube Académico de Futebol.
L'Académico de Viseu Futebol Clube va tornar a competir immediatament a la primera lliga regional de Viseu, aconseguint l'ascens a la Terceira Divisão en la seva segona temporada el 2007.
En l'últim partit de la temporada 2008-09, després d'una victòria per 2-0 contra l'Anadia FC, l'equip va ascendir a la tercera divisió, una gesta que es va aconseguir amb diferència de gols. No obstant això, de seguida tornarien a baixar.
La temporada 2012-2013 l'equip va aconseguir l'ascens a Segona Lliga i va aconseguir un sòlid 11è lloc la temporada següent. El 2014/2015 es van mantenir en aquesta divisió.

## Palmarès
- Tercera Divisió: 1
  - 2011–12
- AF Viseu Liga de Honra: 11
  - 1947–48, 1950-51, 1951–52, 1952–53, 1956–57, 1957–58, 1958–59, 1960–61, 1963–64, 1964–65, 2006–07